# Sansevieria subspicata
Sansevieria subspicata är en sparrisväxtart som beskrevs av John Gilbert Baker. Sansevieria subspicata ingår i släktet bajonettliljor, och familjen sparrisväxter. Inga underarter finns listade i Catalogue of Life.

## Bildgalleri

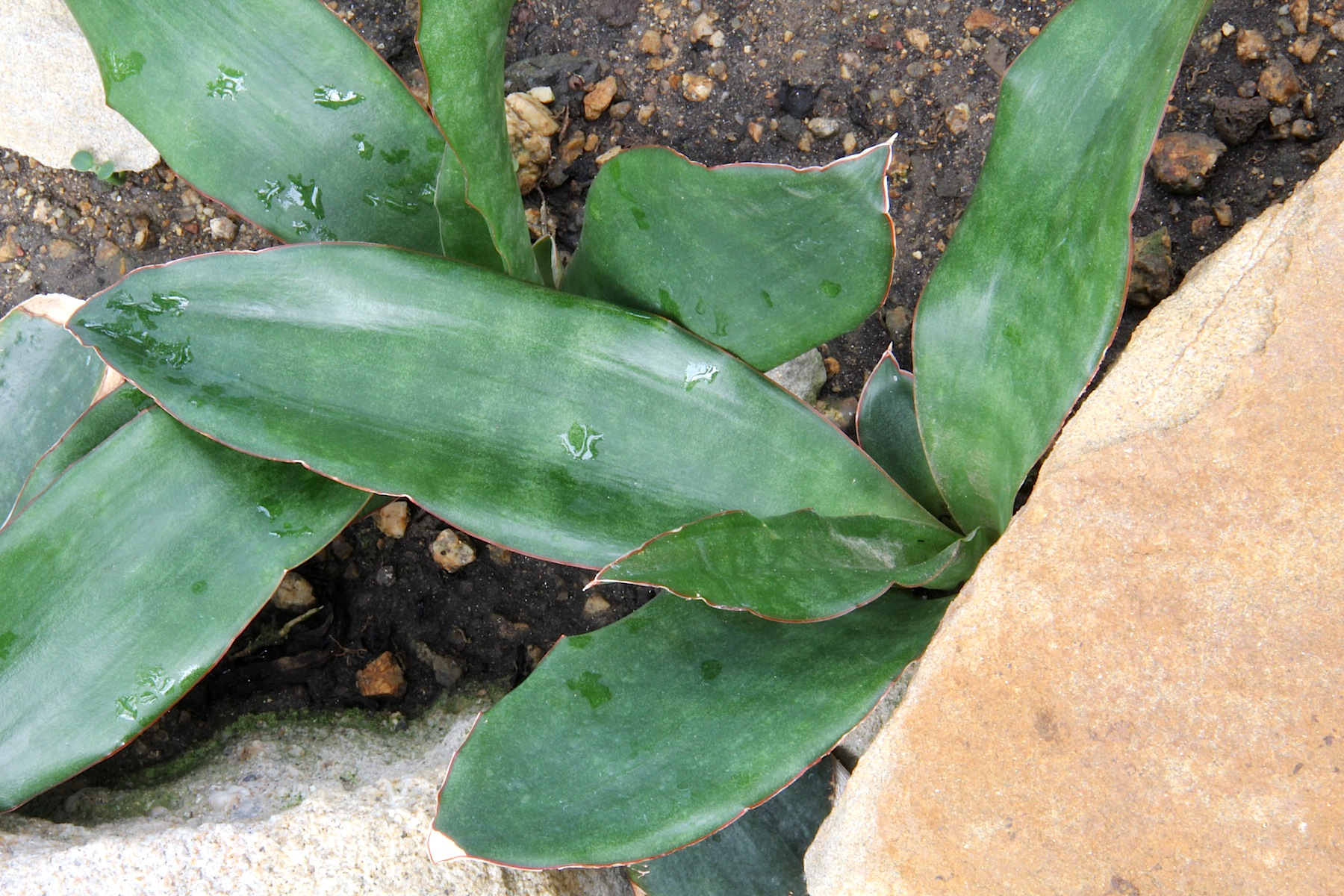
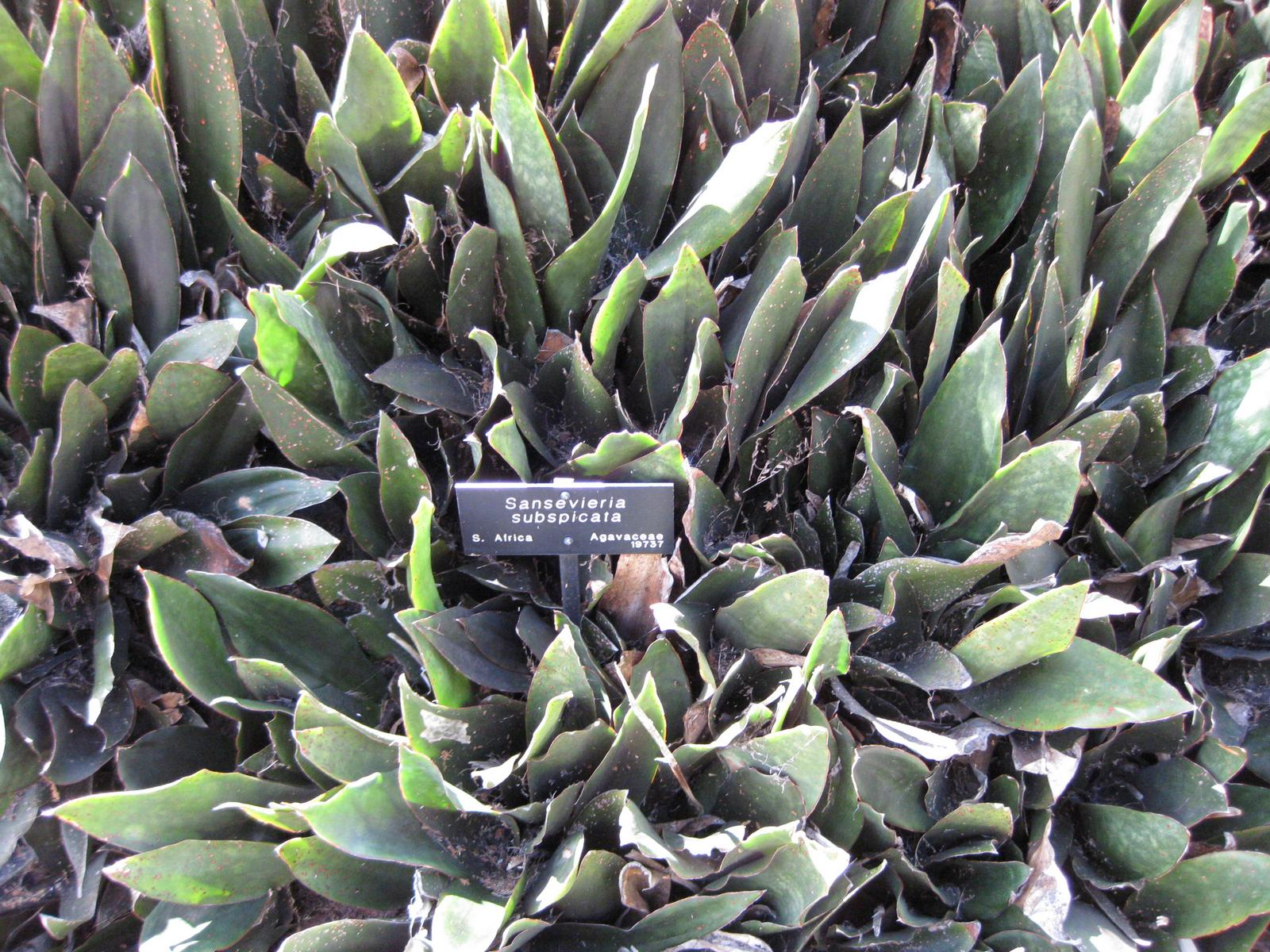